# Stella Pulpo
Stella Pulpo (Taranto, 8 novembre 1985) è una blogger e scrittrice italiana.

## Biografia
Nata a Taranto, ha vissuto alcuni anni a Bologna dove è si laureata in Scienze della Comunicazione e, nel 2009, si è trasferita a Milano. Pubblicò il suo primo libro nel 2006, Oblio e plenilunio, curando in seguito per breve tempo una rubrica su Cosmopolitan.
Ha aperto nel 2011 un suo blog dove tratta tematiche principalmente femministe come il body shaming e la parità di genere, restando anche in seguito piuttosto nota come blogger. Ha pubblicato il suo libro nel 2017 con Rizzoli, Fai uno squillo quando arrivi, un romanzo con elementi autobiografici. Con Giulia De Lellis ha scritto nel 2019 il libro Le corna stanno bene su tutto. Ma io stavo meglio senza! che, in pochi mesi, ha venduto in Italia oltre 100 000 copie, risultando uno dei libri più venduti del 2019;. Per quanto Stella Pulpo sia stata indicata da alcune fonti come ghostwriter, il libro è ufficialmente accreditato a entrambe e quindi non è definibile come ghostwriter ma come co-autrice.

## Opere
- Stella Pulpo, Oblio e Plenilunio, Dellisanti, 2006, ISBN 8889220562.
- Stella Pulpo, Fai uno squillo quando arrivi, Rizzoli, 2017, ISBN 9788817094481.
- Stella Pulpo, Molestie per l'Estate: Le 7 volte che non ricordavo, (e-book autoprodotto), 2018.
- Giulia De Lellis e Stella Pulpo, Le corna stanno bene su tutto. Ma io stavo meglio senza!, Mondadori, 2019, ISBN 9788891822581.
- Stella Pulpo, Esserti fedele sempre (o forse no): Storie di amore, sesso e relazioni, Sperling & Kupfer, 2020, ISBN 9788820069254.
- Stella Pulpo, C'era una volta il sesso: Divagazioni ombelicali per ritrovare il piacere perduto, Feltrinelli, 2023, ISBN 9788807091810.